# Pavonia secreta
Pavonia secreta är en malvaväxtart som beskrevs av Grings och Krapov.. Pavonia secreta ingår i släktet påfågelsmalvor, och familjen malvaväxter. Inga underarter finns listade i Catalogue of Life.